# Servilio
Servilio  è un nome proprio di persona italiano maschile.

## Varianti
- Maschili: Serviglio[3]
- Femminili: Servilia[1][2][3]

### Varianti in altre lingue
- Catalano: Servili[4]
- Croato: Servilije
- Latino: Servilius[1]
  - Femminili: Servilia[1]
- Polacco: Serwiliusz
- Portoghese: Servílio
- Russo: Сервилий (Servilij)
- Spagnolo: Servilio[4]
- Veneto: Servolo

## Origine e diffusione
Deriva dal latino Servilius, nome tipico della gens Servilia; si tratta di un derivato, del nome Servius, in forma patronimica (quindi col significato di "relativo a Servio", "discendente di Servio") o diminutiva.
In Italia il nome è sostenuto da culto del santo martire Servilio, ma comunque gode di scarsa diffusione. È attestato principalmente in Italia centrale e settentrionale.

## Onomastico

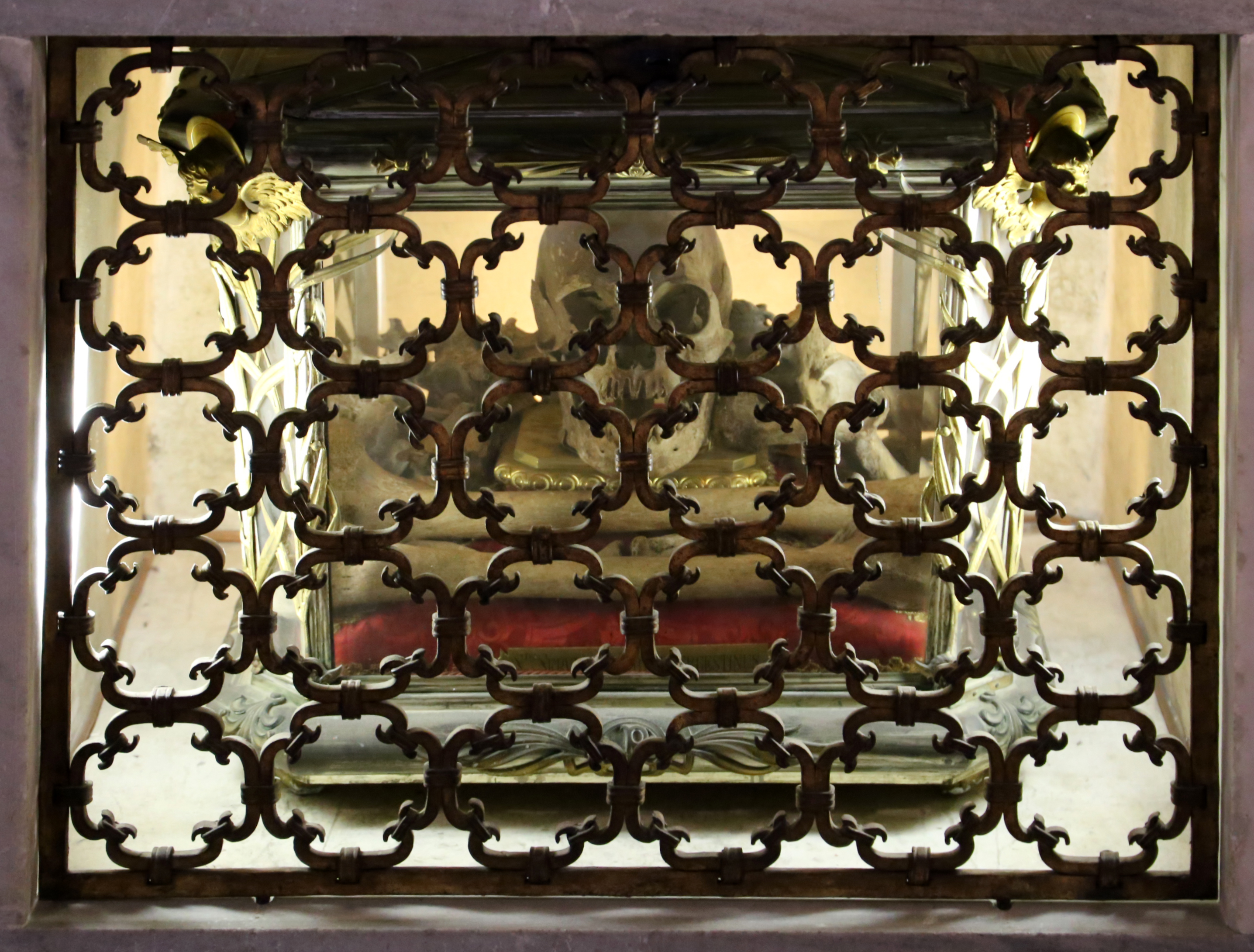
Le reliquie di san Servolo nella cattedrale di Trieste

L'onomastico cade il 24 maggio, in memoria di san Servilio, martire in Istria con altri compagni, da cui prende il nome l'isola di San Servolo.

## Persone
- Marco Servilio Noniano, politico romano
- Publio Servilio Rullo, politico romano

### Variante Servílio
- Servílio, calciatore brasiliano

### Variante femminile Servilia
- Servilia, madre di Marco Giunio Bruto
- Marcia Servilia Sorana, nobildonna romana